# Nontronite
La nontronite est un minéral du groupe des smectites (famille des phyllosilicates), dont elle constitue le pôle ferrique. Sa formule chimique est Na0,3FeIII2(Si,Al)4O10(OH)2 · n H2O.
Le nom de ce minéral fait référence à sa localité-type Saint-Pardoux-la-Rivière près de Nontron (Dordogne, France). Il a été nommé par Pierre Berthier. En 1822 ses découvreurs Johann Jakob Bernhardi et Rudolph Brandes l'avaient nommé chloropal en raison de son aspect cireux (semblable à l'opale) et de sa couleur verte (χλωρός (khlôros) en grec).